# فیگور بالاچولی
مجسمه بالاچولیش یک مجسمه چوبی حکاکی شده است، که مربوط به حدود ۶۰۰ سال پیش از میلاد، که در بالاچولیش شمالی، در غرب دریاچه لون در اسکاتلند در سال ۱۸۸۰ کشف شده شده، و تنها در نوع خود است که در اسکاتلند پیدا شده شده.

## شرح
پنداشت بر این می باشدکه این شکل یک دختر یا زن جوان است که وسایلی را در دست های خود نگه می دارد. این شکل نزدیک ۵ فوت ارتفاع دارد و از توسکا ساخته شده است،  گرچه در گزارش های نخستینی اکتشاف آن به نام بلوط دلالت دارد. چشم ها از سنگریزه های کوارتز پرداخته شده اند. چون نحوه محافظت آن پیش از انتقال به موزه، چوب تاب خورده و ترک خورده است و شکل او حال با زمانی که اکتشاف شد بسیار متفاوت می باشد. هدف او مشخص نیست، اگرچه گاهی اوقات او را الهه بالاچولیش وصف می کنند،  یا قرار است گونه ای الهه باروری باشد،  و بعضی وصف های رایج مدرن ارتباطی را با بانوی پیر سلتیک مطرح کرده اند.

## کشف
این شکل در نوامبر ۱۸۸۰، در هنگام حفاری که در فضای کشیش جی آر آ رئیس دانشگاه آرگیل چنری, هالدان انجام می شد، اکتشاف شد. این شکل به صورت رو به پایین، زیر چهار و نیم فوت ذغال سنگ نارس، احاطه شده با آثار حصیری همانند، و در مکان یک ساحل برجسته واقع شده بود، که نشان می دهد در ابتدا در لبه دریاچه قرار داشت.
وزیر مکان بالاچولیش و باستان شناس کشیش الکساندر استوارت خبری از اکتشاف این شخصیت در پیک اینورنس در ماه دسامبر ۱۸۸۰ نوشت و هنگامی که واقیت مهم این شخصیت رویت شد، از سر رابرت کریستیسون ، از انجمن باستانی اسکاتلند ، این سوال را پرسیدند: برای انجام تحقیق ها و مطالعات بیشتر  آقای چینری هالدان، که این مجسمه در زمین او اکتشاف شد، این مجسمه را به موزه انجمن  و پیشرو موزه ملی اسکاتلند، که بعدهاموزه ملی باستانی اسکاتلند نامگذاری شد، هدیه داد. رابرت کریستیسون یافته های خود را در نوامبر ۱۸۸۱ در مجله انجمن منتشر نمود .
این فیگور در هنگام حمل و نقل به ادینبورگ صدمه دید و بعد از رسیدن مشخص شد که از قسمت مچ پا شکسته شده است. گرچه آب ذغال سنگ نارس این شکل را حفظ نموده بود، ولی مشکل های مربوط به حفاظت در دوره بعد از کشف او (این شکل اجازه خشک شدن داشت) منجر به ترک خوردن و تاب برداشتن شد.

## موقعیت فعلی
مجسمه بالاچولیش در بخش انسان های نخستین موزه ملی اسکاتلند در ادینبورگ به نمایش گذاشته شده است.